# Droga krajowa B520 (Niemcy)
Droga krajowa 520 (niem. Bundesstraße 520) – niemiecka droga krajowa przebiegająca na osi wschód-zachód i jest połączeniem drogi B470 z autostradą A44 i drogą B3w Kassel.
Droga, jako B520, została wytyczona pod koniec lat 70. XX stulecia.